# Labarum
Labarum (☧) (latinsko labarum  - prapor) je bila vojaška standarta ali prapor, ki ga je uvedel rimski cesar Konstantin I. Veliki (vladal 306-337), in so ga nosili pred njegovo vojsko. Prikazoval je prvi dve grški črki grškega imena Kristusa - hi (χ) in ro (ρ). Konstantin je še naprej nosil naziv Pontifex Maximus, glavni duhovnik klasične poganske rimske religije. Veliko jih je zato verjelo, da ni bil kristjan in je celo zavedlo več učenjakov, ki so menili, da labarum ni bil mišljen kot krščanski simbol.
Izvor besede pred Konstantinom je nejasen. Po zgodnjekrščanskem piscu Laktanciju (O smrti preganjalcev (Lucii Caecilii liber ad Donatum Confessorem de Mortibus Persecutorum), poglavje 44)) je Konstantin o znamenju sanjal. V sanjah mu je glas dejal »V tem znamenju boš zmagal« (In hoc signo vinces). Zjutraj je naročil svojim vojakom, naj na svoje ščite dajo ta znak. Še istega dne so se bojevali proti Maksencijevim enotam in leta 312 v bitki pri Milvijskem mostu zunaj Rima zmagali.
Mitologija se značilno razlikuje v podrobnostih, vendar so podrobnosti v vsakem primeru pomembne in nikoli naključne. Škof Evzebij Cezarejski (okoli 275-339), ki je pisal v grščini in je napisal prvo ohranjeno splošno zgodovino zgodnjih krščanskih cerkva, je podal dve dodatni različici Konstantinovega znamenitega videnja:
- na podlagi Evzebijevega dela Zgodovina Cerkve (Histroria ecclesiae) je imel cesar videnje v Galiji na poti v Rim, mnogo pred bitko z Maksencijem: stavek, ki ga je izrekel, se je glasil »Εν τουτο νικα« — dobesedno, »V tem zmagaj!«.

- v kasnejši hagiografski razpravi o cesarju, ki jo je napisal Evzebij po Konstantinovi smrti (O življenju Konstantina, okoli 337-339), je čudežno videnje prišlo, ko sta se nasprotujoči vojski srečali pri Milvijskem mostu. V tej kasnejši različici je cesar razmišljal o logičnem vprašanju o nezgodah, ki so doletele vojski, in je moledoval za pomoč pri različnih bogovih. Odločil se je, da bo poiskal božjo pomoč v bližajoči se bitki od enega boga. Ob polnoči je Konstantin videl križ svetlobe ob Soncu. Poleg križa je bilo reklo In hoc signo vinces. Čudeža ni videl le Konstantin, temveč cela vojska. Moderni Konstantinov življenjepisec zgodovinar Ramsey MacMullen je pojasnil: »Če je bilo priča zapisu na nebu 40.000 mož, resnični čudež leži v njihovi nezlomljivi molčečnosti o njem« (Konstantin (Constantine), 1969). Tiste noči se je Kristus pojavil cesarju v sanjah in mu povedal, naj naredi kopijo znamenja, ki ga je videl na nebu. Znamenje ga bo ščitilo v bitki. Na ta način element javnega čudeža podkrepi element zasebnega videnja v sanjah.

V srednjeveški umetnosti očitno niso upodabljali labaruma. Teme o njem so se nenadoma pojavile v renesansi in klasičnih obdobjih. Tukaj je stavek pogosto prikazan kot zapisan na nebu.